# Hector de Galard
 (septembre 2013).
Si vous disposez d'ouvrages ou d'articles de référence ou si vous connaissez des sites web de qualité traitant du thème abordé ici, merci de compléter l'article en donnant les références utiles à sa vérifiabilité et en les liant à la section « Notes et références ».
Pour les autres membres de la famille, voir Famille de Galard.
Pour les articles homonymes, voir Galard.
Hector de Galard, né le 30 mars 1921 à Paris où il est mort le 11 janvier 1990, est un journaliste français.

## Biographie

### Origines, enfance et formation
Hector de Galard descend des Galard de l'Isle, une des trois branches, avec les Galard-Béarn et Galard-Terraube, d'une famille de la noblesse gasconne d'extraction chevaleresque, considérée par certains généalogistes comme descendant peut-être des ducs de Gascogne avec d'autres familles comme les Montesquiou, les Luppé, les Armagnac, etc. Héritant du titre de courtoisie de marquis, il baigne dans un milieu – celui de la noblesse et de la grande bourgeoisie parisienne – traditionnellement ancré à droite.
Brillant élève, tissant l’essentiel de ses relations amicales dans les beaux quartiers de la capitale, il entre à l'École libre des sciences politiques en 1938. Licencié ès lettres, il est titulaire d'une licence de droit.
Il a été marié de 1956 à 1967 à Daisy de Galard, née de Gourcuff, journaliste à Elle et productrice de l'émission Dim, Dam, Dom.

### La guerre et les débuts professionnels
Plutôt attentiste sous l’Occupation, il attend 1944 pour former, avec son ami Henri de Turenne et quelques jeunes aristocrates socialistes trotskisants, un groupe de résistants autour d’un professeur de philosophie et dissident trotskiste, Daniel Nat. Il participe ensuite à la campagne d’Allemagne au sein du 4e commando de France. Il se voit décerner la croix de guerre.
À son retour au printemps 1945, son groupe s’associe avec Claude Bourdet avant de fonder à l’été 1946, avec d’autres anciens de Socialisme et liberté (Yves Dechézelles, Henri Frenay, Marceau Pivert), le journal Octobre. Il est alors imprégné par un certain nombre de thèmes (pacifisme, anticolonialisme) autour de la recherche d’un passage démocratique au socialisme et de la formation d’un nouveau pôle à gauche conservant l’esprit de la résistance socialiste tout en refusant l’asservissement communiste.
Parallèlement, il se spécialise sur le plan professionnel dans le traitement des affaires internationales en occupant successivement le poste de secrétaire général de l’Agence d’édition et de documentation internationale, de reporter au Monde illustré et de rédacteur à la Page internationale. Alors qu’Octobre disparaît, il entre à Combat en juillet 1947 « dans les bagages de Bourdet » – qui y remplace Camus – pour y occuper le poste de rédacteur en chef des pages internationales.

### L'Observateur
S’il ne fait pas partie des trois fondateurs de L'Observateur (Claude Bourdet, Gilles Martinet et Roger Stéphane), il y est nommé rédacteur en chef dès son lancement le 13 avril 1950, s’y révélant comme le « quatrième mousquetaire » de l’équipe dirigeante. Car, au-delà de ses attributions techniques, il étend ses responsabilités à la direction éditoriale et politique tout en portant un droit de regard sur la rubrique internationale.
S’imposant comme une cheville ouvrière du journal, il contrebalance les exigences politiques des autres et apporte au journal la cohérence et la rigueur qui lui évitent de virer à l’organe partisan. D’ailleurs, à la suite de la crise interne consécutive à l’échec électoral de ses dirigeants sous la bannière de la Gauche Indépendante et Neutraliste (1951), il se détache de Bourdet en soutenant l’éviction d’un de ses proches. Afin de s’assurer des revenus décents, il dirige parallèlement une agence littéraire tout en collaborant à Parallèles 50 puis, à partir de 1953, à La Nef.
Neutraliste convaincu, sympathisant du non-conformisme, il est un des seuls membres de l’équipe de L’Obs (qui devient L'Observateur aujourd'hui en 1953 puis France Observateur en 1954) – avec Roger Stéphane, mendésiste de gauche – à ne pas être marxiste.
Élément modéré au sein de l’équipe, il affiche une distance critique envers l’élan politicien de ses deux principaux dirigeants. Il n’en partage pas moins leur projet de faire du journal un catalyseur des gauches dissidentes et non-conformistes, soutenant une ligne neutraliste, antiaméricaine et antistalinienne ainsi que l’idée d’une Europe socialiste, neutre, pacifique et pacificatrice. Et s’il n’est pas, comme Claude Bourdet, Claude Estier ou Lucien Rioux, membre du Centre d'action des Gauches Indépendantes (CAGI ; mai 1953 - décembre 1954), il en est sympathisant. De même, s’il est un des seuls de la rédaction à ne pas appartenir à la Nouvelle Gauche (décembre 1954), il se situe nettement dans cette nébuleuse progressiste qui exprime une sensibilité critique dans son rapport au marxisme.
Toutefois, il a, comme rédacteur en chef de La Nef, des relations personnelles avec des figures de la gauche modérée comme Edgar Faure qui se révèlent jouer un grand rôle lors de « l’affaire des fuites » (mars 1955). À partir de 1957, il est d’ailleurs de ceux qui, contre Claude Bourdet, tentent d’atténuer la ligne « révolutionnariste » du journal au profit de réflexions plus réformistes. Il lutte aussi âprement contre l’intellectualisme qui paralysie la modernisation des pages culturelles et sociétales du journal. S’il est isolé lorsqu’il prône un retranchement sur une ligne apolitique, il est rejoint par Roger Stéphane dans sa volonté de dégager le journal de son étiquette « Nouvelles Gauches » afin d’élargir son lectorat à toute la gauche.
Son souci de désenclavement par rapport à la ligne éditoriale fixée depuis 1950 et d’élargissement du spectre des intervenants politiques trouve progressivement un écho, comme le montre l’entretien offert à François Mitterrand en novembre 1957. De même, après le 13 mai 1958, il s’accommode du virage gaulliste de son ami Roger Stéphane en considérant que le gaullisme est la seule voie pacificatrice du moment.
Son antigaullisme n’en est pas moins viscéral au point de jouer plus dans sa sympathie pour les « Nouvelles Gauches » qu’un attachement politique profond au socialisme. Ainsi, s’il accepte, comme Charrières ou Stéphane, l’utilisation mesurée du journal comme relais de l’UGS par Martinet et Bourdet, le poids des militants PSA (1958) puis PSU (à partir de 1960) au sein de la rédaction l’amène à s’opposer à une surpolitisation du journal et à l’amalgame qui en ferait l’organe d’un parti. Sa conscience du fait que la dimension informative du journal est garante de sa pérennité ne l’empêche toutefois pas d’être « ouvert à toute la surface » de la gauche progressiste, du mendésisme à un PSU dont il partage nombre de positions.
En 1962, il devient actionnaire du journal en récupérant les actions de Roger Stéphane (20 000 francs). Après la paix en Algérie (mars 1962) et les questions d’orientations qui se posent au journal, il est aussi de ceux qui, avec Martinet, souhaitent dégager son combat pacifiste de l’approche angélique révolutionnaire et protestataire dans lequel l’inscrit Bourdet. Il cherche notamment, avec Claude Julien, à adopter l’approche rigoureuse des relations internationales du Monde ou du Monde diplomatique. Enfin, après l’échec du PSU aux élections législatives de 1962, il prône avec François Furet une émancipation idéologique du journal par rapport à la ligne du PSU au profit d’un discours plus constructif et élargi à d’autres publics politiques.
Malgré ses talents de médiateur entre une grande partie des animateurs du journal (Furet, Estier, Lewino, Lebar, etc.) et Claude Bourdet, il ne peut empêcher le départ de ce dernier (mai 1963).
En mai 1964, devant l’aggravation des difficultés financières, il part, d’un commun accord avec Philippe Viannay, pour France-Soir où il touche un salaire plus que convenable (2 500 francs). Il n’assure pas moins son travail de rewriting à L'Observateur les soirs de bouclage et participe aux négociations préalables à la fusion du journal avec les amis de Claude Perdriel et Jean Daniel.

### Le Nouvel Observateur
Alors qu’il était convenu qu’il occupe le rang de numéro deux dans la nouvelle formule (l'hebdomadaire devient Le Nouvel Observateur en novembre 1964), il doit partager la rédaction en chef avec Serge Lafaurie. Cela ne l’empêche pas de se lier d’amitié avec ce dernier car c'est lui qui assume véritablement les fonctions de chef de la rédaction.
Au bout de quatre ans, il se rapproche de Jean Daniel, surmontant par « l’intensité d’une présence journalistique les difficultés qui auraient pu naître d’événements comme la candidature de François Mitterrand en 1965 ou la guerre israélienne des Six Jours en 1967 ». Durant les différentes crises internes, il respecte donc sa prééminence sans chercher à fomenter quoi que ce soit. Mais il souffre de la manière dont le traite le directeur de la rédaction, notamment lorsque ce dernier accepte que des rédacteurs viennent lui présenter des papiers qu’il leur a refusés.
Au sein de la rédaction, il recrute notamment Claude-François Jullien en 1969 et Kenizé Mourad dont il est l’intime durant quelques années. Par ailleurs, il entre au Conseil d'administration du Nouvel Observateur en 1976, veillant ainsi aux intérêts des anciens de France Observateur. Politiquement, il apparaît plus à gauche, plus tiers-mondiste et moins mitterrandiste que le directeur de la rédaction. Mais s’il n’a aucune estime pour François Mitterrand, il ne cache pas sa joie en mai 1981.
Il abandonne son poste de rédacteur en chef contraint par la maladie en 1985. Son aristocratique mépris pour l'argent transparaît alors dans la manière dont il cède ses actions à Claude Perdriel pour un franc symbolique.

### Décès
Il décède le 11 janvier 1990. À l’occasion de la messe mortuaire célébrée à son honneur en la très royale église Saint-Germain-l'Auxerrois, retentit à sa demande, comme un dernier pied de nez aux convenances aristocratiques, Le Temps des cerises.